# Koszinusztétel

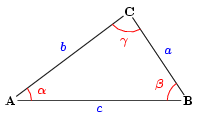
Jelölések

A koszinusztétel a derékszögű háromszögekre vonatkozó Pitagorasz-tétel általánosítása tetszőleges háromszögekre. Az ábra jelöléseivel:
{\displaystyle c^{2}=a^{2}+b^{2}-2ab\cos \gamma \,}
vagy másként:
{\displaystyle \cos \gamma ={\frac {a^{2}+b^{2}-c^{2}}{2ab}}}

## Bizonyítások

### Háromszögekre bontással
A tétel bizonyítható egy háromszög két derékszögű háromszögre való felbontásával. 

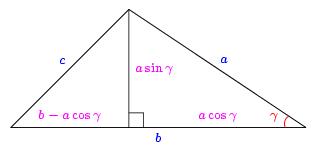
Koszinusztétel bizonyítása

Ekkor az ábrán bal oldalon látható derékszögű háromszögre felírva a Pitagorasz-tételt kapjuk az állítást:
| {\displaystyle c^{2}\,} | {\displaystyle =(b-a\cos(\gamma ))^{2}+(a\sin(\gamma ))^{2}\,}                         |
|                         | {\displaystyle =b^{2}-2ab\cos(\gamma )+a^{2}(\cos ^{2}(\gamma )+\sin ^{2}(\gamma ))\,} |
|                         | {\displaystyle =a^{2}+b^{2}-2ab\cos(\gamma ),\,}                                       |
felhasználva a {\displaystyle \cos ^{2}(\gamma )+\sin ^{2}(\gamma )=1\,} trigonometriai azonosságot. QED
Megjegyzés
Ez a bizonyítás egy kisebb módosítást igényel, ha {\displaystyle b<a\cos(\gamma )}. Ebben az esetben a bal oldali háromszög, amire felírtuk a Pitagorasz-tételt, a háromszögön kívül lesz. A változás a bizonyításban csupán az, hogy {\displaystyle b-a\cos(\gamma )} helyett {\displaystyle a\cos(\gamma )-b} szerepel. Mivel a bizonyításban ennek a mennyiségnek csak a négyzete szerepel, a bizonyítás maradék része változatlan marad.

### Vektorok segítségével
Az {\displaystyle ABC} háromszög adott. {\displaystyle C}-ből indítsuk a helyvektorokat. {\displaystyle A}-ba mutató vektor legyen {\displaystyle a}. {\displaystyle B}-be mutató vektor legyen {\displaystyle b}. Az {\displaystyle a} és {\displaystyle b} vektorok hajlásszöge legyen {\displaystyle \gamma }.
Ekkor {\displaystyle c=a-b} ⇒ {\displaystyle c^{2}=(a-b)^{2}} ⇔ {\displaystyle |c|^{2}=|a|^{2}+|b|^{2}-2|a||b|\cos \gamma }. (Mert a skaláris szorzat disztributív a vektorösszeadásra nézve.) QED

### Koordinátarendszerben
Helyezzük el az {\displaystyle ABC\triangle }-et derékszögű koordináta-rendszerben úgy, hogy a {\displaystyle C} csúcs az origóba essen, és a {\displaystyle B} csúcs az x tengelyre kerüljön. A háromszögben legyen adott {\displaystyle CA=b,\,CB=a} oldal és a {\displaystyle BCA\angle =\gamma } szög, így a {\displaystyle B} csúcs koordinátái {\displaystyle B(b,0)}. Ekkor az {\displaystyle A} csúcs koordinátái {\displaystyle A(b\cos \gamma ;b\sin \gamma )}. Az {\displaystyle AB=c} oldal hosszúságára a Pitagorasz-tétel alkalmazásával kapjuk:
{\displaystyle {\begin{aligned}c^{2}&=\left(b-a\cos \gamma \right)^{2}+\left(0-a\sin \gamma \right)^{2}\\c^{2}&=b^{2}+a^{2}\cos ^{2}\gamma -2ab\cos \gamma +a\sin ^{2}\gamma \\c^{2}&=b^{2}+a^{2}\underbrace {\left(\cos ^{2}\gamma +\sin ^{2}\gamma \right)} _{=1}-2ab\cos \gamma \\c^{2}&=a^{2}+b^{2}-2ab\cos \gamma \end{aligned}}}
QED
Megjegyzés
A bizonyítás során nem kellett figyelembe venni a két oldal által bezárt szög típusát, ezért bármilyen háromszögre általánosan igaz. Emellett minimalista abban a tekintetben, hogy a lehető legkevesebb előfeltétellel él (pont koordinátái, Pitagorasz tétele).

## Alkalmazások
A koszinusztétel segítségével meg lehet határozni egy háromszög többi adatát két oldalából és az általuk közbezárt szögből vagy három oldalból. Az utóbbi esetben célszerű a meghatározást a legnagyobb oldallal szemközti szöggel kezdeni, így ugyanis a többi szög a szinusztétel használatával is egyértelmű lesz (mivel ezek már biztosan hegyesszögek).